# Secretaria da Administração Penitenciária do Estado de São Paulo
A Secretaria da Administração Penitenciária do Estado de São Paulo é uma secretaria de governo responsável pela execução da LEP (Lei de Execuções Penais) de acordo com a sentença judicial, visando a ressocialização dos sentenciados. Atualmente a Secretaria da Administração Penitenciária administra 176 unidades prisionais em todo Estado de São Paulo.

## História
A história do sistema penitenciário paulista começa em 1º de março de 1892, quando o Decreto nº 28 criou a Secretaria da Justiça.
Até o início de 1979, os estabelecimentos destinados ao cumprimento de penas privativas de liberdade, no Estado de São Paulo, estavam subordinados ao Departamento dos Institutos Penais do Estado - DIPE, órgão pertencente à Secretaria da Justiça.
Com a edição do Decreto nº 13.412, 13 de março de 1979, o DIPE foi transformado em Coordenadoria dos Estabelecimentos Penitenciários do Estado - COESPE, à época com 15 unidades prisionais.
Até março de 1991, as unidades prisionais ficaram sob a responsabilidade da Secretaria da Justiça. Em seguida, a responsabilidade foi para a Secretaria da Segurança Pública e com ela ficou até dezembro de 1992.
No entanto, o Governo do Estado, entendeu ser tarefa essencial o estabelecimento de melhores condições de retorno à sociedade daqueles que estão pagando suas dívidas para com a justiça. O sistema prisional tem características próprias e exige uma adequada solução: um sistema carcerário eficiente, dentro de um Estado democrático, onde o direito de punir é consequência da política social, a serviço de toda a sociedade, mas fundado nos princípios de humanização da pena, sem que dela se elimine o conteúdo retributivo do mal consequente do crime.
Como decorrência dessa preocupação, a Lei nº 8.209, de 4 de janeiro de 1993 criou, e o Decreto nº 36.463, de 26 de janeiro de 1993, organizou a Secretaria da Administração Penitenciária, a primeira no Brasil, a tratar com exclusividade do referido segmento. Recentemente o Rio de Janeiro também criou uma Secretaria específica para assuntos penitenciários[carece de fontes?].

## Atribuições
- Execução da política estadual de assuntos penitenciários
- Organização, administração, coordenação, inspeção e fiscalização dos estabelecimentos que integram
- Classificação dos condenados
- Acompanhamento e fiscalização do cumprimento de penas privativas de liberdade em regime de prisão albergue
- Formação profissional dos sentenciados e o oferecimento de trabalho remunerado
- Supervisão dos patronatos e a assistência aos egressos
- Emissão de pareceres sobre livramento condicional, indulto e comutação de penas
- Realização de pesquisas criminológicas
- Assistência às famílias dos sentenciados

## Política
A administração penitenciária, parte integrante do processo da execução da pena, objetiva tratar e assistir o preso e o internado, prevenindo o crime e proporcionando-lhes a reintegração à convivência em sociedade.
Deve constituir a base de uma política penitenciária moderna, o respeito à dignidade do homem, aos seus direitos individuais e coletivos e a crença no potencial de aperfeiçoamento do ser humano.
A SAP vem desenvolvendo esforços para corresponder às ações propostas do Programa Nacional de Direitos Humanos, adotando medidas para a humanização das unidades prisionais visando a reabilitação do preso, através da oferta de trabalho, da profissionalização e da educação, buscando, simultaneamente, o comprometimento da sociedade com a questão penitenciária.

## Unidades
A SAP, como é conhecida, administra atualmente 176 unidades prisionais:
- - 15 Centros de Progressão Penitenciária
  - 48 Centros de Detenção Provisória
  - 22 Centros de Ressocialização
  - 01 Unidade de RDD
  - 87 Penitenciárias
  - 03 Hospitais

## Agentes de Segurança Penitenciária
Atualmente a Secretaria de Administração Penitenciária têm cerca de 28.269 Agentes de Segurança Penitenciária distribuídos por todas as 176 unidades prisionais atualmente existentes.

## Agentes de Escolta e Vigilância Penitenciária
Cerca de 9.875 (AEVP) Agentes de Escolta e Vigilância Penitenciária que, como diz a própria nomenclatura, são responsáveis por promover a escolta de presos e zelar pela segurança do perímetro externo das prisões.